# Nederland op het Eurovisiesongfestival 2013

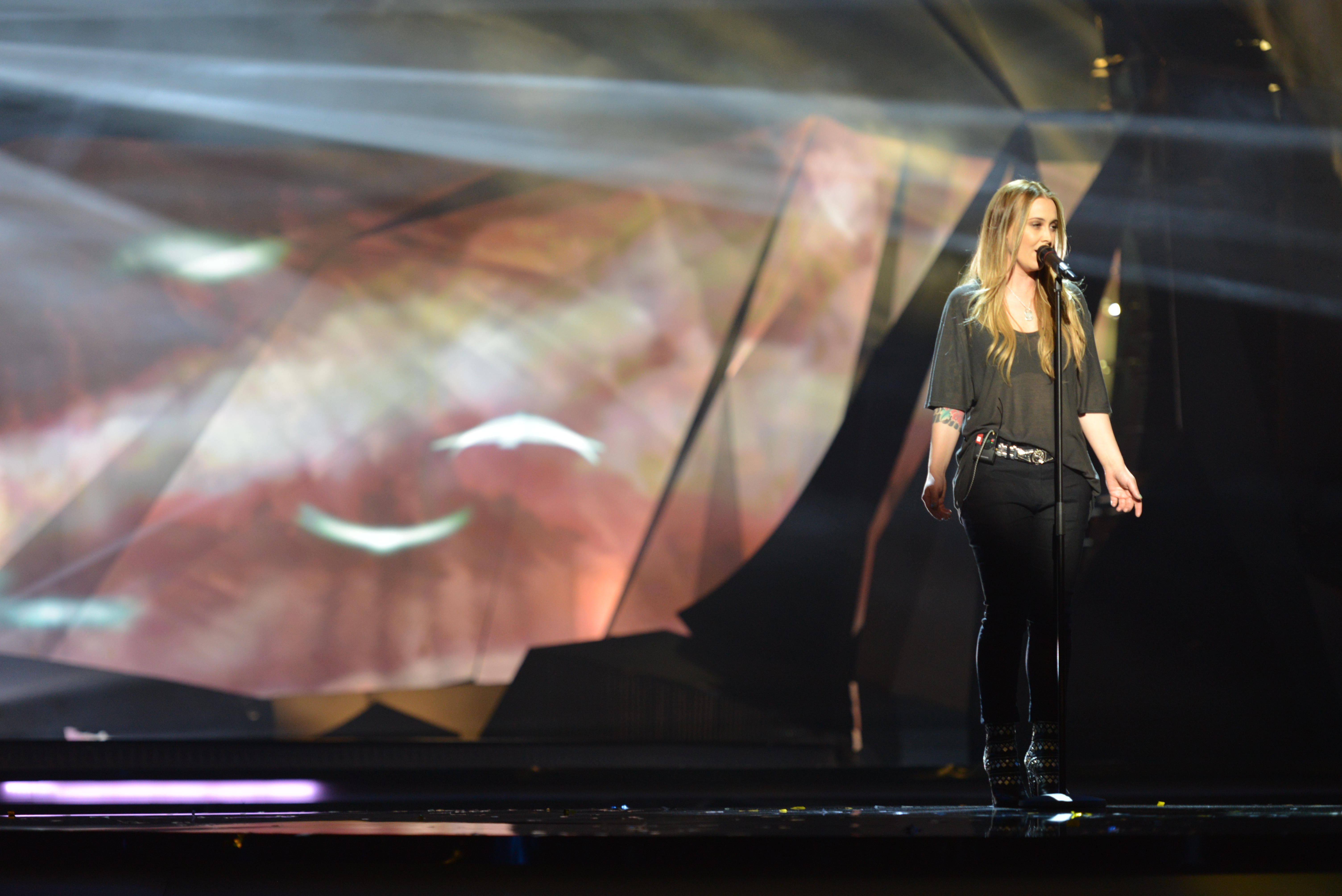
Anouk vertegenwoordigde Nederland met Birds in de eerste halve finale

Nederland nam deel aan het Eurovisiesongfestival 2013 in Malmö, Zweden. Het was de 54ste deelname van Nederland op het Eurovisiesongfestival. De TROS was verantwoordelijk voor de Nederlandse bijdrage.

## Selectieprocedure
Op 17 oktober 2012 werd bekendgemaakt dat Anouk Nederland zou gaan vertegenwoordigen op het Eurovisiesongfestival. Dat maakte de zangeres bekend op haar Facebookpagina. Niet veel later bevestigde de TROS het bericht. Hierdoor was Nederland het eerste land dat zijn kandidaat voor 2013 kenbaar maakte.
In juli 2012 liet Anouk al weten zich beschikbaar te stellen voor het Eurovisiesongfestival van 2013. Zij deed een open sollicitatie voor deelname, maar gaf aan niet mee te willen doen aan een nationale competitie met andere artiesten. De TROS had eerder al laten verstaan dat het wel een nationale finale wilde organiseren. Er werden gesprekken opgestart tussen de TROS en Anouk. Na enkele maanden gaf de omroep toe aan de eis van Anouk om haar rechtstreeks te verkiezen. Het was voor het eerst sinds 2008 dat de Nederlandse inzending volledig intern werd gekozen.
Het was overigens niet de eerste keer dat zij belangstelling toonde om aan het Eurovisiesongfestival deel te nemen. Ze leek de grote kanshebber in 2009, maar toen werd gekozen voor de Toppers. Op 21 februari 2013 maakte Anouk bekend dat het nummer waarmee zij naar Malmö zou trekken de titel Birds zou dragen. Het lied werd geschreven door Tore Johansson, Martin Gjersrad en Anouk zelf. Op 11 maart werd het lied aan het publiek gepresenteerd. Het lied van Anouk heette eigenlijk eerst Birds falling down later werd dit ingekort naar Birds.

## In Malmö
Nederland trad in de eerste halve finale als 8e aan. Anouk behaalde, voor het eerst in negen jaar, een finaleplek voor Nederland na het behalen van de zesde plaats in de eerste halve finale. In de finale eindigde Birds op de 9de plaats. Het was voor de eerste keer sinds 1999 dat Nederland zich weer in de top tien kon nestelen.
Dit was overigens de laatste bijdrage die geleverd werd door de TROS: vanaf 2014 is de nieuwe omroep AVROTROS hiervoor verantwoordelijk. Tijdens het Eurovisiesongfestival ontstond er een rel toen bleek dat commentator Daniël Dekker al twee namen van de Nederlandse vakjury had verklapt tijdens de eerste halve finale. Hiermee werden de regel overtreden dat leden van de vakjury geheim moeten blijven tot na afloop van het festival. Deze twee werden op bevel van de EBU dan ook vervangen tijdens de finale.